# Мухаммад Бакир аль-Хаким
Мухаммад Бакир Мухсин аль-Хаким (8 июля 1939, Наджаф — 29 августа 2003, Наджаф; араб. محمد باقر محسن الحكيم) — иракский шиитский ученый, аятолла, лидер Высшего совета исламской революции в Ираке.
Аль-Хаким провел более 20 лет в изгнании в Иране и вернулся в Ирак в 2003 году после вторжения сил многонациональной коалиции во главе с США. 
После возвращения в Ирак жизнь аль-Хакима оказалась в опасности из-за его работы по активизации шиитского сопротивления режиму Саддама Хусейна. 
Аль-Хаким был убит в результате взрыва заминированного автомобиля в Наджафе 29 августа 2003 года, когда он выходил из мечети имама Али.